# 徳弘夏生
徳弘 夏生（とくひろ なつお、1948年6月23日 - ）は日本の男性俳優、声優、ナレーター。本名は同じ。

## 来歴・人物
東京都出身。東京都立工業短期大学卒業。東京芸術座出身。中里事務所を経て、オフィス・トクヒロ代表取締役。
身長173cm、体重70kg、血液型はO型。趣味はドライブ。

## 出演作品

### テレビドラマ
- 大河ドラマ（NHK）
  - 勝海舟（1974年） - 小野友五郎
    - 第20話「出航」
    - 第21話「咸臨丸渡航」
    - 第29話「海軍伝習生春山弁蔵」
    - 第43話「大政奉還」

  - 風と雲と虹と（1976年） - 扶の兵
  - 花神（1977年） - 山田善次郎
  - 草燃える（1979年） - 一条信能
- ロボット110番 第4話「一円玉のバッテン・パンチ」（1977年、ANB / 東映） - トラック運転手
- 江戸の旋風シリーズ（CX）
  - 同心部屋御用帳 江戸の旋風III 第6話「牢入り志願」（1977年）
  - 同心部屋御用帳 新・江戸の旋風 第14話「行け! 三十俵二人扶持」（1980年）
- 大江戸捜査網（12ch→TX / 三船プロ）
  - 第307話「初見参お銀 仇討ち始末」（1977年）
  - 第377話「罪なき必死の逃亡者」（1979年）
  - 第428話「運命に泣く親子の慕情」（1980年）
  - 第469話「汚れた顔の天使達」（1980年）
  - 第562話「おんな武士道 赤い暗殺網」（1982年） - 銀八
  - 第577話「妖花一輪 男殺しの手毬歌」（1983年）
  - 第616話「嘘か誠か? 花嫁の赤い疑惑」（1983年） - 喜助
  - 第628話「おんな風呂殺しの湯煙り」（1984年） - 朝吉
- 太陽にほえろ!（NTV / 東宝）
  - 第283話「激突」（1977年） - ミキサー車運転手
  - 第349話「見知らぬ乗客」（1979年） - 駅員
  - 第441話「カーテン」（1981年） - 谷（旅行代理店店員）
  - 第455話「死ぬなスニーカー」（1981年） - PUBハリーズマスター
  - 第463話「六月の鯉のぼり」（1981年） - 荒木の同僚
  - 第472話「鮫やんの大暴走」（1981年） - 黒木
  - 第484話「青ひげ」（1981年） - 青木（森島の共犯）
  - 第494話「ジプシー刑事登場!」（1982年） - 村上昇
  - 第509話「列車の中の女」（1982年） - 尾沢
  - 第524話「ラガーのラブレター」（1982年） - エルザマスター
  - 第538話「七曲署・1983」（1983年） - 殺し屋
  - 第553話「ドックとマミー」（1983年） - 相沢宏那
  - 第562話「ブルース刑事登場!」（1983年） - 響組幹部
  - 第571話「誘拐」（1983年） - 斎田勝男（誘拐犯B）
- 達磨大助事件帳（1978年、ANB）
  - 第14話「暗闇に女の罠」
  - 第15話「十手に光る父子星」
- 刑事犬カール 第34話「五月晴れにジャンプ」（1978年、TBS）
- 大追跡 第4話「首領を撃て」（1978年、NTV）
- 若さま侍捕物帳 第15話「参上!! 吸血鬼」（1978年、ANB / 前進座 / 国際放映） - 勇次
- ゴールデンドラマシリーズ / 飢餓海峡 第3話（1978年、CX）
- 西遊記 パート1 第12話「御三家妖怪 追放作戦」（1978年、NTV）
- 伝七捕物帳 第2話「血染めの証文」（1979年、ANB）
- そば屋梅吉捕物帳
  - 第10話「おんな狩り」（1979年） - 留造
  - 第17話「涙で濡らす雪牡丹」（1980年） - 野村
- ザ・スーパーガール （1980年、12ch）
  - 第42話「一夜妻・想い出の愛に燃えて
  - 第48話「夜が憎い 黒い罠にかかったOL」
- 大捜査線（1980年、CX）
  - 第8話「ろくでなし」
  - 第16話「ヒットラーを愛した男」
- Gメン'75（TBS / 東映）
  - 第266話「殺人暴走オートバイ集団! 三途の川」（1980年）
  - 第272話「東京 - 神戸電話殺人」（1980年） - 兵庫県警刑事
  - 第276話「夜泣く女の骸骨」（1980年） - 捜査員
  - 第281話「夜歩く魔物の花嫁」（1980年） - 黒谷署捜査員
  - 第285話「満月の夜 女の血を吸う男」（1980年） - 黒谷署捜査員
  - 第290話「X'masカードの中の人骨」（1980年） - 黒谷署捜査員
  - 第296話「雪の夜 悪魔が生んだ赤ん坊」（1981年） - 刑事
  - 第302話「露天風呂に浮かんだ白い死体」（1981年） - 黒谷署刑事
  - 第317話「女の裏窓24時間」、第318話「女の裏窓24時間 PART2」（1981年） - 三杉
  - 第338話「刑事が許可した殺人事件」（1981年） - 大里刑事
  - 第351話「幽霊の指紋」（1982年） - 黒谷署捜査員
  - 第355話「サヨナラGメン'75 また逢う日まで」（1982年） - 警官
- 旅がらす事件帖 第5話「お助け米のお通りだぁ」（1980年、KTV）
- ザ・ハングマンシリーズ（ABC / 松竹）
  - ザ・ハングマン（1981年）
    - 第27話「人質は糖尿病 救急ネズミ作戦」 - 黄桜義侠団構成員
    - 第38話「KO強盗をKOせよ」 - ボクシングジムの男
    - 第47話「生か死か!? ドラゴン危うし」

  - ザ・ハングマンII（1982年）
    - 第9話「仮病の悪、大手術いびり出し作戦」 - 皆川
    - 第24話「爆走サーキット 注射オレンジすり替え作戦」

  - 新ハングマン 第17話「家元を毒花で飾る夫人と女秘書」（1983年）- 帝都経済研究所構成員
- 同心暁蘭之介 第6話「遠い国から来た女」（1981年、CX）
- ロボット8ちゃん（CX / 東映）
  - 第9話「いるぞあえるぞ ぼくのお父さん」（1981年） - 酒屋の専務
  - 第15話「出てこい出てこい宝物」（1982年） - テレビレポーター
- 特捜最前線（1982年、ANB / 東映）
  - 第252話「或る挑戦!」
  - 第269話「窓際警視、投げ込み魔を追う!」
- 幻之介世直し帖 第23話「暗殺狩り」（1982年、NTV / 国際放映）
- 西部警察シリーズ（ANB / 石原プロ）
  - 西部警察 PART-II 第21話「甦れ! ドッグ・ファイター」（1982年） - 星野祥二
  - 西部警察 PART-III
    - 第5話「生命果つるとも」（1983年） - 佐々木勝
    - 第23話「走る炎!! 酒田大追跡 -山形篇-」（1983年） - 中根宏
    - 第41話「幻のチャンピオン」（1984年） - 東内の部下
- 暁に斬る! 第15話「越後湯けむり女の情」（1983年、CX）
- 積木くずし 第5話（1983年）
- 流れ星佐吉 第4話「恋と盗みの大勝負」（1984年、CX）

### テレビアニメ
- 忍者戦士飛影（1985年、マツオ・マヤ）
- F-エフ（1988年、森岡）
- クッキングパパ（1992年 - 1994年、大平課長、エツ子の父、竹田、船頭、小原）
- クレヨンしんちゃん（1992年 - 2000年、殿様、埼玉県警の鑑識）
- ガサラキ（1998年、メス）
- 週刊ストーリーランド（1999年 - 2000年、王様、天の声、殿様、課長、兄）
- デビルマンレディー（1999年、榎本教授）
- 名探偵コナン（1999年 - 2024年、荒義則、堂本保則、弓長警部、福浦千造）
- 星界の戦旗（2000年、シドリュア）
- 攻殻機動隊 STAND ALONE COMPLEX（2003年）

### OVA
- 炎トリッパー（1986年、涼子の父）
- トワイライトQ 時の結び目 REFLECTION（1987年、父）
- 銀河英雄伝説（1989年、ラウディッツ）
- 装甲騎兵ボトムズ ペールゼン・ファイルズ（2007年、ログウッド）

### 劇場アニメ
- ゼノ かぎりなき愛に（1999年）
- クレヨンしんちゃん 嵐を呼ぶ 栄光のヤキニクロード（2003年、堂ヶ島少佐[4]）

### ゲーム
- クレヨンしんちゃん 嵐を呼ぶ シネマランド カチンコガチンコ大活劇!（2008年、堂々島少佐）